# Nysius raphanus
Nysius raphanus är en insektsart som beskrevs av Howard 1872. Nysius raphanus ingår i släktet Nysius och familjen fröskinnbaggar. Inga underarter finns listade i Catalogue of Life.